# Tupã Futebol Clube
O Tupã Futebol Clube é um clube brasileiro de futebol do município de Tupã, interior do estado de São Paulo. Foi fundado em 8 de fevereiro de 1936 e suas cores são o vermelho, o preto e o branco. Se destacando como o clube mais tradicional da região nova alta paulista, apelidado de ''TRICOLOR MAIS QUERIDO DA ALTA PAULISTA''.
Manda seus jogos no Estádio Municipal Alonso Carvalho Braga conhecido como ALONSÃO. O estádio possui capacidade para 10.000 espectadores

## O Retorno a Série A-3 em 2013
Em 2013, a equipe conseguiu o acesso retornando à série A-3 do Campeonato Paulista depois de 19 anos. Num jogo marcante numa quarta feira a noite mais de 6.500 torcedores assistiram o Tupã vencer por 3x1 o Paulistinha de São Carlos. Varios jogadores sairam como idolos do clube como o goleiro Alex, o zagueiro Helio, meia Leandrinho, o atacante Jacio, lateral Danilo entre outros que tiveram sua importância tambem.

## Principais Rivais
Osvaldo Cruz F.C.
Marilia A.C.
Paraguaçuense E.C. 

## Torcidas Organizadas
Torcida Furia Independente - fundada em 2004
Torcida Uniformizada Garra  Tricolor - fundada em 2009
Torcida Inferno Tricolor - fundada em 2013

## Participações em Campeonatos Estaduais:
Serie A-2 : 19 participações - 1949, 1950, 1951, 1952, 1953, 1954, 1956, 1957, 1958, 1959, 1961, 1962, 1963, 1964, 1965, 1966, 1976, 1982, 1983
Serie A-3 : 23 participações - 1960, 1969, 1971, 1972, 1973, 1974, 1975, 1977, 1978, 1979, 1980, 1981, 1985, 1986, 1987, 1988, 1989, 1990, 1991, 1992, 1993, 2014, 2015 
Segunda Divisão : 25 participações - 1994, 1995, 1996, 1997, 1998, 1999, 2000, 2001 , 2002, 2003, 2004, 2005, 2007, 2009, 2010, 2011, 2012, 2013, 2016, 2018, 2019, 2022, 2023, 2024, 2025
Copa SP : 10 participações - 1978, 1987, 1992, 2005, 2018, 2019, 2022, 2023, 2024, 2025

## Títulos

### Estaduais
- Campeão - Play Off de Permanência na Série A2 do Campeonato Paulista: 1961.
- Vice Campeão Divisão Intermediaria (A-3) 1979

### Inter-Regionais
- Campeão - Campeonato Paulista do Interior - Fase Inter-Regional: 1948.

### Regionais
- Campeão - Campeonato Paulista do Interior - Fase Regional: 1946, 1947, 1948, 1954.

### Municipais
- Campeão - Campeonato Amador de Tupã: 1945, 1946, 1947, 1948, 1950.

### Torneios Amistosos
- Campeão - Taça Casa da Saúde São Francisco de Assis - Tupã: 1948.
- Campeão - Quadrangular Dr. Otavio Vicenzotto - "Tira Fogo" - Tupã: 1971.
- Campeão - Copa Nacional de Futebol - Marília: 2010.

### Campanhas de Destaque
- 3º lugar - Paulistão da 4ª Divisão: 2013. Conquistando o Acesso a Série A3.
- Vice-campeão divisão intermediaria  (A-3) 1987

### Categoria de Base
- Medalha de Ouro nos 45º Jogos Regionais do Estado de São Paulo - Tupã - 2001.
- Medalha de Prata nos 20º Jogos Regionais do Estado de São Paulo - Tupã - 1975.
- Medalha de Bronze nos 46º Jogos Regionais do Estado de São Paulo - Osvaldo Cruz - 2002.
- Medalha de Prata dos 65º Jogos Abertos do Interior do Estado de São Paulo - São José do Rio Preto - 2001.
- Copa São Paulo - Eliminação na fase de Grupos - 2005, 2017, 2018, 2019, 2022, 2023, 2024, 2025.

## Jogadores históricos
- Tupãzinho